# En handsbredd är vår levnads mått
En handsbredd är vår levnads mått är en psalm att sjunga vid kyrkogårdsinvigning och därmed representativ för många av psalmkaraktärerna i Nya psalmer 1921 som togs fram i syfte att komplettera psalmboken med texter för de olika slag av förrättningar och kyrkliga handlingar som förekommer. Psalmen är skriven av Bernhard Risberg.
Melodin är en tonsättning från Darmstädtisches Gesangbuch 1699 och enligt Koralbok för Nya psalmer, 1921 samma melodi som används till psalmen Du bar ditt kors, o Jesu mild (1819 nr 89) och O hoppets dag, som klarnar opp (1819 nr 461).

## Publicerad som
- Nr 574 i Nya psalmer 1921, tillägget till 1819 års psalmbok under rubriken "Kyrkan och nådemedlen: Ordets ämbete och församlingslivet: Vid kyrkogårdsinvigning".
- Nr 221 i 1937 års psalmbok under rubriken "Invigning av kyrka och kyrkogård".